# Walter Kerr
Lord Walter Talbot Kerr (28. září 1839, Newbottle Abbey, Skotsko – 12. května 1927, Melbourne Hall, Anglie) byl britský admirál. Pocházel z vlivné skotské šlechtické rodiny a do služeb Royal Navy vstoupil v roce 1853. Sloužil na různých místech britské koloniální říše, později působil v námořní administraci. V závěru aktivní kariéry zastával funkci prvního námořního lorda (1899–1904), v roce 1904 dosáhl nejvyšší možné hodnosti velkoadmirála (Admiral of the Fleet).

## Kariéra

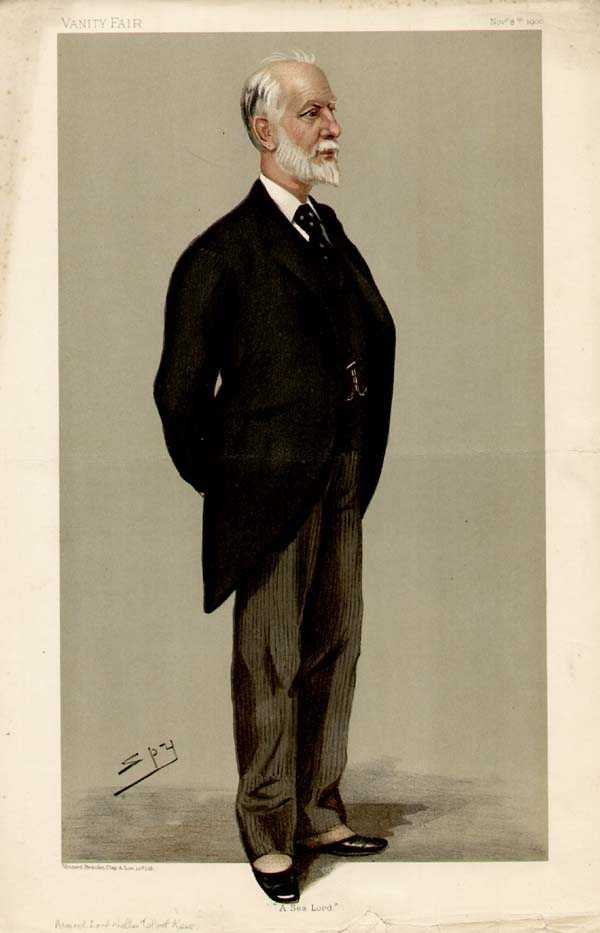
Lord Walter Kerr (1900)

Pocházel z významného skotského rodu Kerrů, narodil se na rodovém sídle Newbottle Abbey jako čtvrtý syn Johna Kerra, 7. markýze z Lothianu (1794–1841), a Cecil Talbot (1808–1877), dcery irského místokrále 2. hraběte Talbota. Jako mladší syn markýze užíval od dětství titul lorda, do královského námořnictva vstoupil jako kadet v roce 1853. Zúčastnil se krymské války, později byl zraněn během povstání v Indii. V roce 1872 dosáhl hodnosti kapitána, poté sloužil v Lamanšském průlivu a ve Středomoří, v roce 1880 byl pověřen diplomatickou misí do Albánie. V letech 1885–1890 byl tajemníkem ministra námořnictva G. F. Hamiltona, mezitím v roce 1889 dosáhl hodnosti kontradmirála. V letech 1890–1892 velel ve Středozemním moři, poté znovu působil na admiralitě, kde byl čtvrtým námořním lordem (1892–1893) a druhým námořním lordem (1893–1895). V roce 1895 byl povýšen na viceadmirála a v letech 1897–1899 byl vrchním velitelem v Lamanšském průlivu. V roce 1899 byl znovu druhým námořním lordem a nakonec v letech 1899–1904 zastával funkci prvního námořního lorda. Od roku 1899 byl též členem Tajné rady a do roku 1901 námořním pobočníkem královny Viktorie. V roce 1900 dosáhl hodnosti admirála a nakonec byl v roce 1904 povýšen do nejvyšší hodnosti velkoadmirála. Na admiralitě podporoval rozvoj válečného námořnictva a mimo jiné prosazoval výstavbu ponorek. V roce 1902 obdržel velkokříž Řádu lázně, byl též nositelem španělského Řádu Karla III. V roce 1909 odešel do výslužby, zemřel na zámku Melbourne Hall (Derbyshire), který patřil rodině jeho manželky. V hrabství Derbyshire zastával také funkce zástupce místodržitele a smírčího soudce.

## Rodina

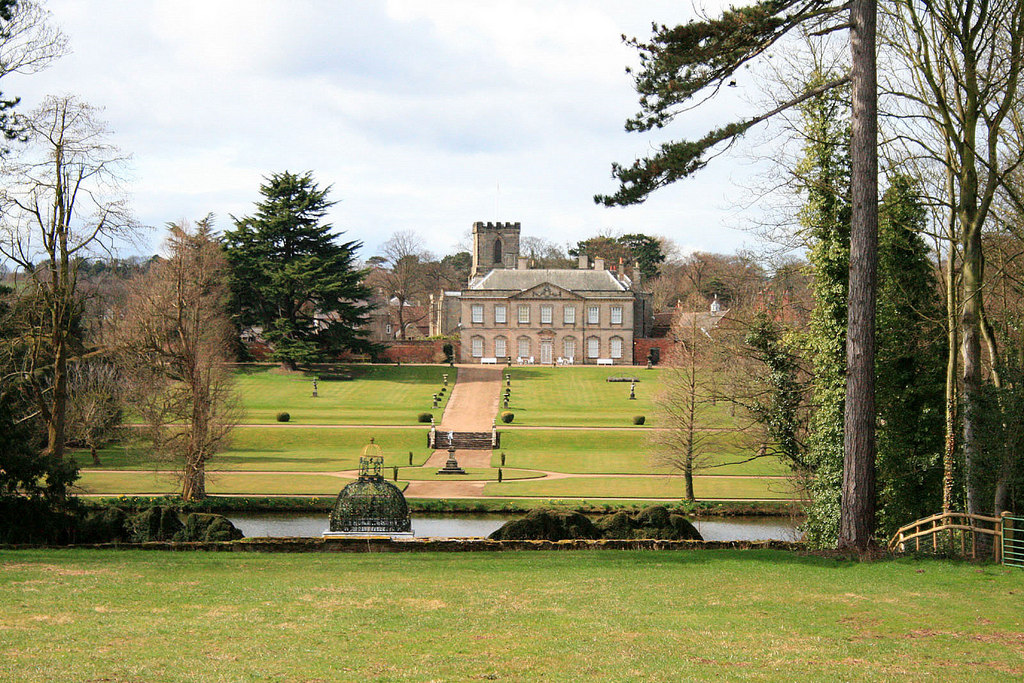
Zámek Melbourne Hall (Derbyshire), sídlo admirála Waltera Kerra

Od roku 1873 byl ženatý s Amabel Cowper (1846–1906), sestrou irského místokrále 7. hraběte Cowpera. Měli spolu šest dětí, z toho čtyři syny. Z nich Andrew Kerr (1877–1929) byl kapitánem Royal Navy, další synové John David Kerr (1883–1954) a Philip Walter Kerr (1886–1941) sloužili v armádě. V další generaci vnuk Peter Kerr (1922–2004) zdědil titul markýze z Lothianu.
Walterův starší bratr Schomberg Kerr, 9. markýz z Lothianu (1833–1900) působil v mládí v diplomacii, později byl ministrem pro Skotsko. Další bratr lord Ralph Kerr (1837–1916) sloužil v armádě a dosáhl hodnosti generálmajora.